# Råhøj
Der kleine Runddysse Råhøj (auch Eskemosegård oder Eskemosegaard Raahøj genannt) ist ein Dolmen. Er liegt südlich von Frejlev, östlich von Kettinge bei Maribo in der Guldborgsund Kommune auf der Insel Lolland in Dänemark. Der Dolmen stammt aus der Jungsteinzeit etwa 3500–2800 v. Chr. und ist eine Megalithanlage der Trichterbecherkultur (TBK).
Die einseitig offene Kammer wird von drei Tragsteinen und einem Deckstein gebildet. Auf einigen Steinen sind Schälchen zu finden.
In der Nähe liegt die Frejlev Dyssekammer.

## Siehe auch

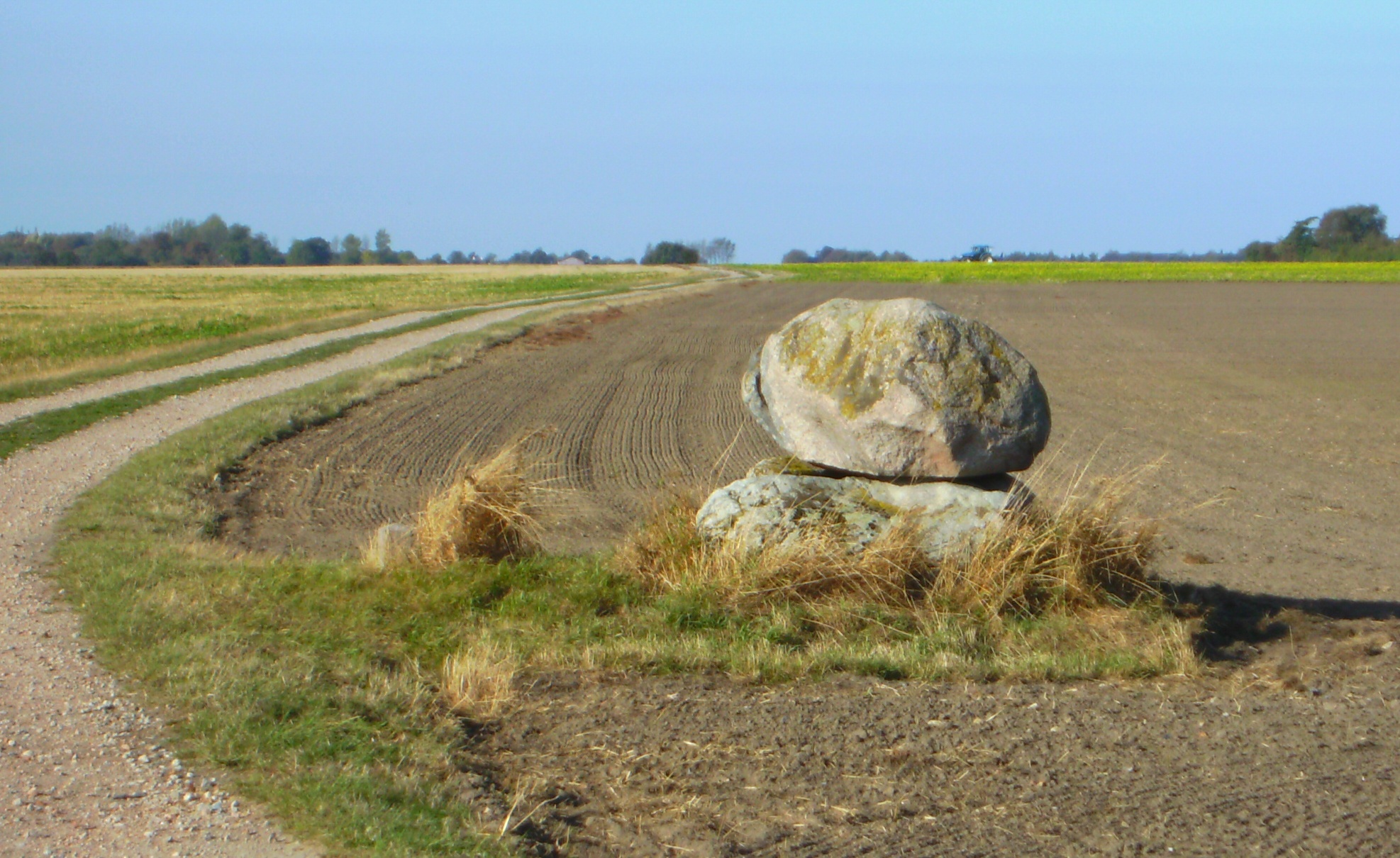
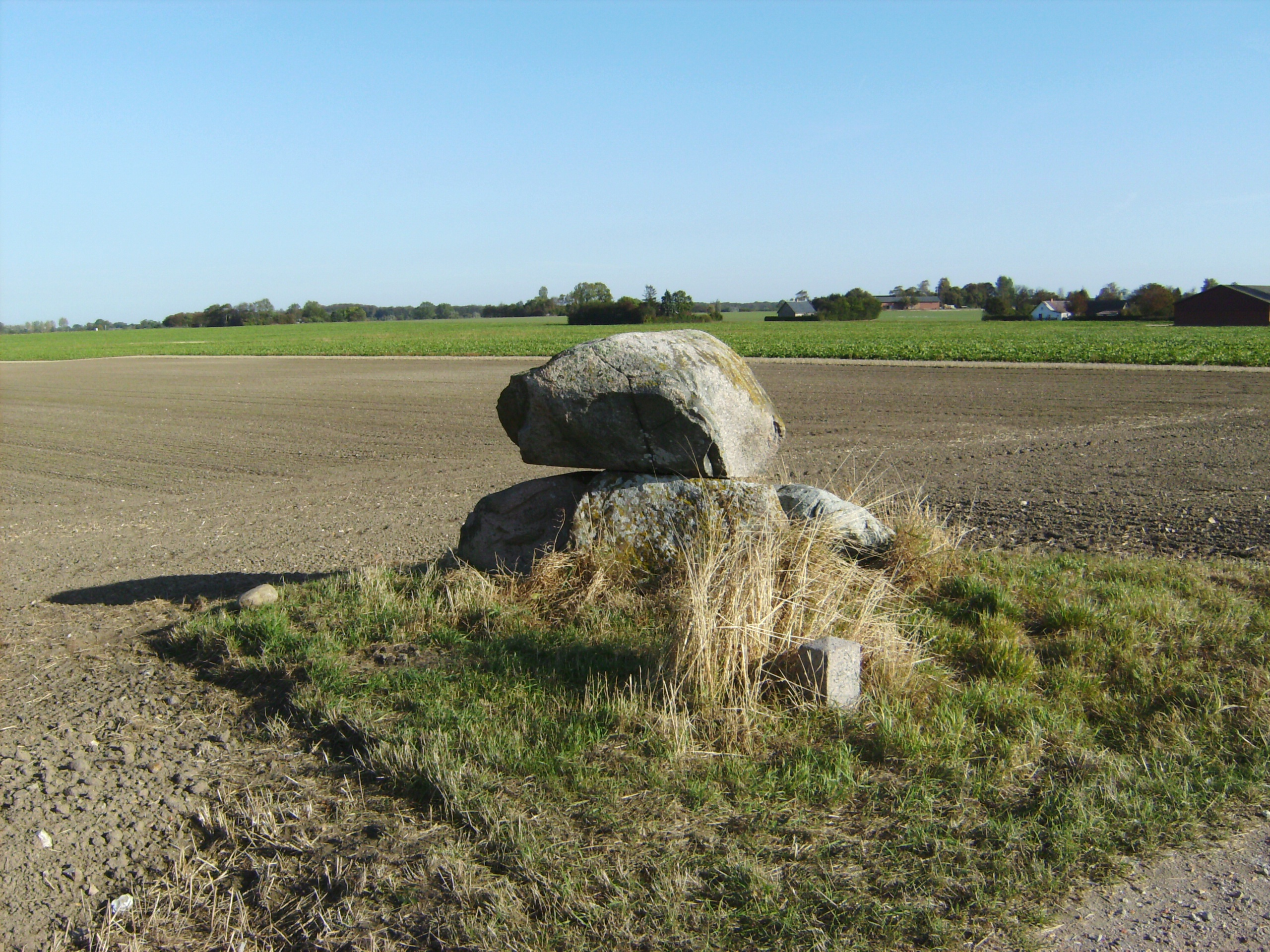
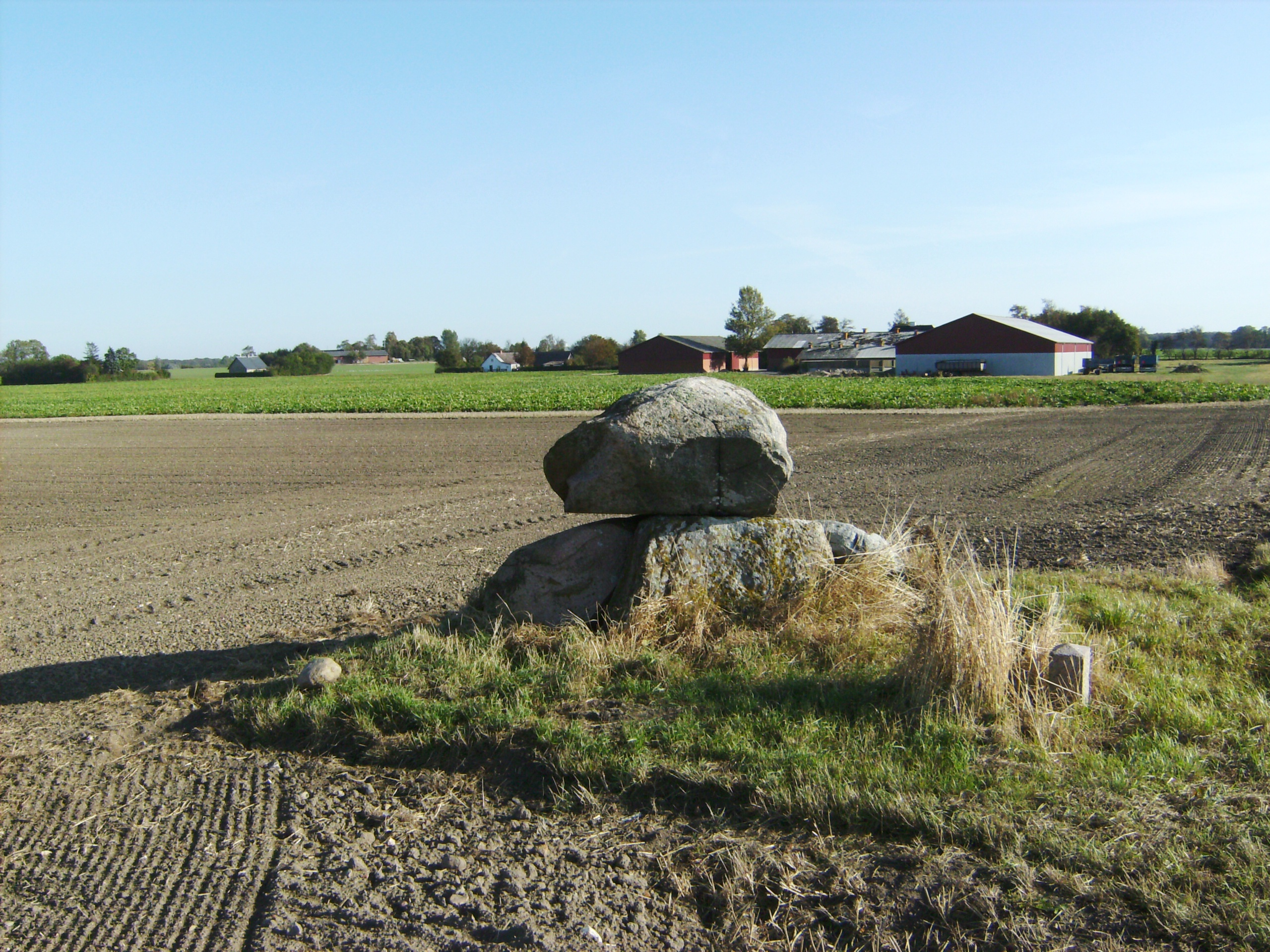